# Croix du Mérite (Pologne)
La croix du Mérite (en polonais : Krzyż Zasługi) est une décoration civile polonaise instituée par le président Stanisław Wojciechowski le 23 juin 1923. On approuve un nouveau statut de la décoration le 19 octobre 1942, en y ajoutant une variante  avec épées, qui est attribuée pour les mérites militaires (Krzyż Zasługi z Mieczami).
La décoration comporte trois classes : en bronze (III), en argent (II) et en or (I). Deux attributions pour la même personne sont possibles dans chaque classe. Trois ans doivent s'écouler pour l'attribution de la croix d'une classe supérieure.
Jusqu'en 1952, la décision de son attribution revenait au président de la république de Pologne, ensuite cette responsabilité est confiée au Conseil d’État.